# Girl Trouble
Girl Trouble é uma banda de rock de garagem formada em 1983 em Tacoma, Washington (apesar de um dos integrantes ser de Spokane, também em Washington). Apesar de ter participado indiretamente do movimento grunge, a banda misturava elementos do rock dos anos 60, com rockabilly e pitadas de influência do The Cramps, formando uma sonoridade bastante original. A banda se mantém ativa até hoje.

## História
A banda começou a ser formada em 1983 por três amigos, Bon Von Wheelie na bateria, Bill "Kahuna" na guitarra e Dale Phillips no baixo. Mais tarde, o vocalista Kurt P. Kendall entraria na banda como vocalista, que completa a formação. Depois de ensaiarem várias covers, a banda começa uma pequena turnê, passando a fazer shows em festas de aniversário de casamento, antes de partirem para o trabalho profissional. No ano seguinte, a banda participa de uma batalha de bandas em um colégio local, mas a banda precisava de um nome. Depois de pensarem muito, a banda escolheu o nome Girl Trouble.
A banda começou a fazer shows em Tacoma e Olympia, mas o vocalista Kendall decide sair da banda. Em seu lugar, entra David Duet, que sai da banda algum tempo depois, para formar o Cat Butt. Kendall decide voltar a posição de vocalista da banda, em 1986. No ano seguinte, a banda lança dois singles, Riverbed e Old Time Religion. Uma das canções da banda, Gonna Find A Cave, apareceu na famosa coletânea Sub Pop 200, ao lado das bandas Soundgarden e Nirvana. A banda sai da K Records para assinar com a Sub Pop, lançando seu primeiro álbum Hit It Or Quit It em 1988. Em 1990, a banda muda para a Pop Llama Records, lançando o segundo álbum Thrillsphere no mesmo ano. O mesmo acontece em 1993, com a Empty Records e o lançamento de New American Shame, no mesmo ano. A banda lança mais dois álbuns pela sua própria gravadora Wig Out (que antes, era apenas um zine que a própria banda fazia). Pela Wig Out, lançaram Tuesdays Thursdays & Sundays em 1998 e The Illusion of Excitement em 2003. A banda ainda continua na ativa, mas sem lançar nenhum álbum até então.

## Integrantes
- Kurt P. Kendall - vocais, saxofone (1983-1984; 1986-atualmente)
- Bill "Kahuna" - guitarra (1983-atualmente)
- Dale Phillips - baixo (1983-atualmente)
- Bon Von Wheelie - bateria (1983-atualmente)

## Ex-integrantes
- David Duet - vocais (1984-1986)

## Discografia

### Álbuns de estúdio
- Hit It Or Quit It (1988, Sub Pop)
- Thrillsphere (1990, Pop Llama Records)
- New American Shame (1993, Empty Records)
- Tuesdays Thursdays & Sundays (1998, Wig Out)
- The Illusion of Excitement (2003, Wig Out)

### Singles/EP's
- She No Rattle My Cage/Riverbed (1987, K Records)
- Tarantula/Old Time Religion (1987, K Records)
- When Opposites Attract/Gospel Zone, Homework (1989, Wig Out)
- Batman/The Truth (Steve Fisk Mix) (1989, K Records)
- Cleopatra & the Slaves/Who Do You Think You're Foolin', Mercy (1990, Wig Out)
- Stomp and Shout EP (1990, Dionysus)
- Girl Trouble Plays Elvis Movie Themes (1992, Sympathy For The Record Industry)
- Work That Crowd/Granny's Pad (1992, Empty Records)
- Scorpio 9/The Track (1996, Estrus Records)

### Splits
- Blue Christmas/Sleigh Ride (Split com Kings of Rock, 1989, Regal Select Records)
- Sister Mary Motorcycle/Mosrite Ad (Split com A-Bones, 1990, PopLlama Records)
- Bloody Knuckles (Split com PopDefect, 1994, Dionysus)
- You Got What It Takes (Split com Mono Men, 1996, Gearhead Records)